# Ben Mankiewicz
 Der er for få eller ingen kildehenvisninger i denne artikel, hvilket er et problem. Du kan hjælpe ved at angive troværdige kilder til de påstande, som fremføres i artiklen.

Benjamin Fredrick "Ben" Mankiewicz (født 25. marts 1967) er amerikansk radiovært og filmkritiker. Ben Mankiewicz er weekend vært ved Turner Classic Movies og medstifter af The Young Turks(TYT).